# Cucurbitaria aspegrenii
Cucurbitaria aspegrenii är en svampart som beskrevs av Ces. & De Not. 1863. Cucurbitaria aspegrenii ingår i släktet Cucurbitaria och familjen Cucurbitariaceae.   Inga underarter finns listade i Catalogue of Life.